# Exocelina kumulensis
Exocelina kumulensis (лат.) — вид жуков-плавунцов рода Exocelina (Copelatinae, Dytiscidae). Видовое название дано по месту обнаружения типовой серии (Kumul Lodge).

## Распространение
Остров Новая Гвинея: Папуа — Новая Гвинея (Papua New Guinea: Enga Province, Kumul Lodge at foot of Mt Hagen, 05°47.55’S, 143°58.76’E, на высоте 2700 м).

## Описание
Мелкие водные жуки коричневого цвета (ноги светлее), длина тела около 6 мм (от 5,4 до 6 мм), округло-овальной вытянутой формы тела; матовые. Пятый протарзомер самцов длинный и узкий с более чем 100 передними щетинками и задним рядом из 40 длинных щетинок. Усики 11-члениковые. Пронотум короткий, надкрылья без бороздок. Крылья хорошо развиты. Связаны с водой. Вид был впервые описан в 2018 году австрийским колеоптерологом Еленой Владимировной Шавердо (Helena Vladimirovna Shaverdo; Naturhistorisches Museum Wien, Вена, Австрия) и немецким энтомологом М. Балком (Michael Balke; Zoologische Staatssammlung München, Мюнхен Германия). Включён в состав видовой группы Exocelina casuarina-group, в которой сходен с видом Exocelina mendiensis. Видовое название дано по месту обнаружения типовой серии.